# Cruciada Venețiană
Cruciada Venețiană din 1122–1124 a fost o expediție în Țara Sfântă lansată de Republica Venețiană, care a reușit să cucerească Tirul. A fost o victorie importantă la începutul unei perioade în care Regatul Ierusalimului se va extinde în cea mai mare măsură sub regele Balduin al II-lea al Ierusalimului. Venețienii au câștigat concesii comerciale valoroase în Tir. Prin raiduri asupra teritoriului bizantin, atât pe drumul spre Țara Sfântă, cât și pe drumul de întoarcere, venețienii i-au forțat pe bizantini să confirme, precum și să extindă privilegiile comerciale ale Republicii Venețiene cu Imperiul Roman de Răsărit.

## Pregătirea
Balduin de Bourcq, văr al regelui Balduin I al Ierusalimului, a fost conte de Edessa între 1100 și 1118. În 1118, după ce vărul lui a murit, el a devenit rege al Ierusalimului, cunoscut ca  Balduin al II-lea. În bătălia de la Ager Sanguinis, purtată lângă Ilghazi ibn Artuq⁠(d) la 28 iunie 1119, francii au suferit o înfrângere dezastruoasă în fața forțelor lui Ilghazi ibn Artuq⁠(d), guvernatorul din Mardin. Mai târziu, în același an, Balduin al II-lea a recâștigat o parte din teritoriile pierdute, dar francii au fost serios slăbiți. Balduin a cerut ajutor de la papa Calixt al II-lea, care, la rândul său, a transmis această solicitare către Veneția.
Condițiile cruciadei au fost convenite prin negocieri între trimișii lui Balduin al II-lea și dogele Veneției. Odată ce venețienii au decis să participe la cruciadă, papa Calixt le-a trimis steagul său papal în semn de aprobare pontifical. La Primul conciliu de la Lateran⁠(d), el a confirmat că venețienii aveau privilegii de cruciați, inclusiv iertarea păcatelor lor. Biserica și-a extins protecția asupra familiilor și proprietăților cruciaților.
În 1122, dogele Veneției, Domenico Michiel, a lansat cruciada pe mare. Flota venețiană de peste 120 de nave care transportau circa 15.000 de oameni a părăsit Laguna Venețiană la 8 august 1122. Aceasta pare să fi fost prima cruciadă în care cavalerii și-au adus caii cu ei. Au asediat Corfu, pe atunci o posesie a Imperiului Bizantin, cu care Veneția avea o dispută referitoare la privilegiile pe acea insulă.
În 1123, Balduin al II-lea a fost capturat de Belek Ghazi⁠(d), emirul Alepului, și închis la Kharput. Eustace Graverius a devenit regent al Ierusalimului. Când au aflat această știre, venețienii au abandonat asediul de la Corfu și au ajuns pe coasta palestiniană în mai 1123.

## Bătălia navală de la Jaffa

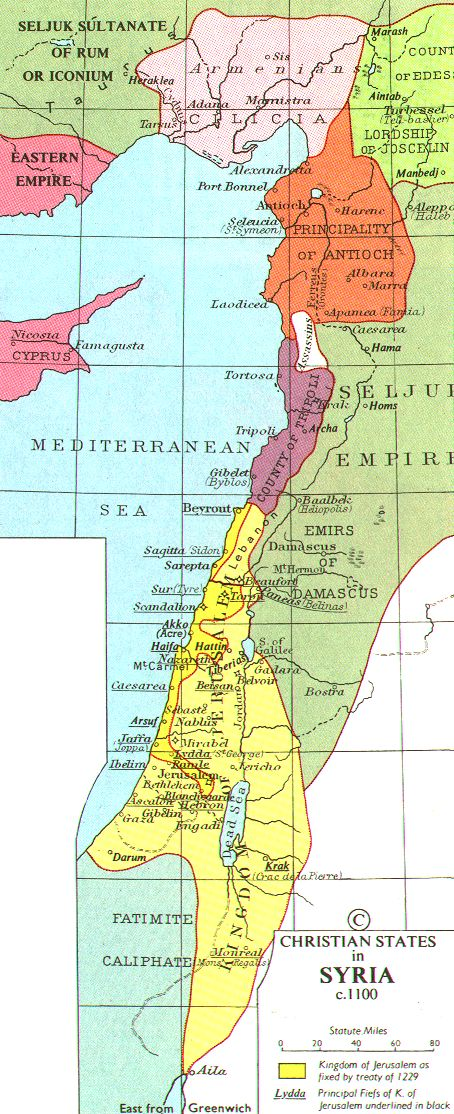
Statele cruciate în jurul anului 1100

Flota venețiană a ajuns la Acra la sfârșitul lunii mai 1123 și a fost informată despre o flotă fatimidă, de aproximativ o sută de nave, care naviga spre Ascalon pentru a-l ajuta pe Belek Ghazi. În această situație, flota venețiană a navigat spre sud pentru a intercepta flota egipteană. Dogele Domenico Michiel a ordonat împărțirea flotei în două părți, cu forța mai slabă în față și cu cea mai puternică ascunzându-se în spatele primei. Egiptenii au căzut în capcană, presupunând o victorie ușoară, dar au fost prinși între cele două escadre venețiene și depășiți numeric. Aproximativ 4.000 de musulmani au fost uciși, inclusiv amiralul fatimid, iar 9 nave au fost capturate, venețienii adăugând la triumful lor și capturarea a 10 nave comerciale pe drumul înapoi spre Acra. Atât Fulcher din Chartres (Cartea III/20) cât și William din Tir (Cartea XII/22-23) au înregistrat acest evenimentul.
Această bătălie navală este numită în mod curent de către istorici „Bătălia de la Jaffa”, deoarece a avut loc în apele din apropiere de portul Jaffa (partea veche a actualului oraș israelian Tel Aviv).

## Asediul Tirului
La 15 februarie 1124, venețienii și francii au început asediul Tirului. Portul Tir, acum în Liban, făcea parte din teritoriul lui Toghtekin⁠(d), atabegul Damascului. Armata latină era condusă de Patriarhul Antiohiei, dogele Veneției, Pons, contele de Tripoli și William de Bury, conetabilul regelui Ierusalimului.
Venețienii și francii au construit turnuri de asediu⁠(d) și mașini care puteau arunca pietre mari pentru a dărâma zidurile orașului. Apărătorii Tirului au construit și ei catapulte, aruncând cu pietre spre turnurile de asediu. Pe măsură ce asediul se prelungea, cetățenii din Tir au început să rămână fără alimente și au trimis apeluri urgente de ajutor. Belek Ghazi a murit în timp ce asedia orașul Manbij. Toghtekin a înaintat spre Tir, dar s-a retras fără să lupte când forțele de cavalerie ale contelui Pons de Tripoli și ale conetabilului William de Bury i-au ieșit înainte, gata de bătălie. Toghtekin a trimis soli în iunie 1124 pentru a negocia pacea. După discuții îndelungate și dificile, s-a convenit ca condițiile predării să includă permisiunea celor care doreau să părăsească orașul de a-și ia familiile și bunurile mobile cu ei, în timp ce cei care doreau să rămână să-și păstreze casele și bunurile. Acest lucru a fost nnemulțumitor pentru unii dintre cruciați, care doreau să prade orașul.
Orașul Tir s-a predat la 29 iunie 1124. După ce cruciații au intrat în oraș, potrivit lui William de Tir, aceștia: „au admirat fortificațiile orașului, puterea clădirilor, zidurile masive și turnurile înalte, portul atât de greu accesibil. Au avut doar laude pentru perseverența cetățenilor care, în ciuda presiunii foametei groaznice și a lipsei de provizii, fuseseră în stare să prevină predarea atât de mult timp Căci, când forțele noastre au luat în stăpânire locul, au mai găsit doar cinci măsuri de grâu în oraș”.

## Urmări
Balduin al II-lea, care era în captivitate în timpul cuceririi Tirului, a fost eliberat mai târziu în același an. El le-a acordat venețienilor privilegii comerciale extinse în Tir și, astfel, s-a asigurat că vor menține o prezență navală în Orientul latin. Privilegiul includea garanții ale drepturilor de proprietate pentru moștenitorii venețienilor naufragiați sau care au murit în Tir.
Mulți dintre cei care au părăsit Tirul s-au mutat la Damasc. Balduin al II-lea a reluat ostilitățile împotriva Alepului și Damascului și a obținut tribut de la ambele. Sub Balduin al II-lea, Regatul Ierusalimului a atins cea mai mare extindere teritorială. Tirul a prosperat ca parte a Regatului Ierusalimului. Când Sfântul Împărat Roman Frederic I Barbarossa a murit în timpul celei de-a treia cruciade, a fost înmormântat în catedrala din Tir. Orașul a fost capturat și distrus de mameluci în 1291.
În călătoria de întoarcere din orient, flota venețiană a trecut prin Marea Egee și a jefuit din nou insulele grecești. Bizantinii au fost nevoiți să abandoneze disputa și să confirme privilegiile comerciale ale Veneției.